# Leucauge loltuna
Leucauge loltuna este o specie de păianjeni din genul Leucauge, familia Tetragnathidae, descrisă de Chamberlin și Ivie, 1938. Conform Catalogue of Life specia Leucauge loltuna nu are subspecii cunoscute.